# Wizja szyldwacha
Wizja szyldwacha – popularna pieśń kawaleryjska poświęcona 1 Pułkowi Ułanów Krechowieckich.
Autorem tekstu jest Stanisław Ratold. Pieśń jest przeróbką z ballady francuskiej. Melodia pochodzi z francuskiej piosenki Le rêve passe. Według innych źródeł była to melodia Le Granadier d'Áusterlitz. Jej motywy były wykorzystane później w marszu pułkowym 24 Pułku Ułanów.
Pieśń powstała prawdopodobnie w latach 1918–1920. Należy do piosenek estradowych o charakterze rewiowym. Autor prezentował „Wizję szyldwacha” w warszawskim kabarecie „Mirage” w latach 1918–21 zyskując dla pieśni wielką popularność.